# Capitán Iglo
El Capitán Findus (anteriormente Capitán Iglo) es una marca de pescados empanados fabricado por Nomad Foods, anteriormente de la multinacional anglo-holandesa Unilever.
La mascota está representada por un viejo capitán de la marina en un corazón dorado, que pasa el tiempo pescando para placer de los niños.
A comienzo de los años 2000, Iglo decide reemplazar al capitán por otro más joven, pero tras el descontento de los usuarios da marcha atrás y restauró la emblemática figura del viejo capitán.
Después de que Iglo dejó España, regresó como el Capitán Findus.

## Capitán Pescanova vs. capitán Iglo
En España la multinacional Unilever llevó a Pescanova a los tribunales por competencia desleal al considerar que el formato publicitario de Pescanova era un plagio del original. Después de 13 años de pleitos, los tribunales desestimaron en mayo de 2009 la denuncia de Unilever.